# Matrimonio igualitario en Baja California
El matrimonio entre personas del mismo sexo en Baja California ha sido legal desde el 3 de noviembre de 2017, cuando el gobierno estatal anunció que dejaría de hacer cumplir su prohibición de matrimonio entre personas del mismo sexo. Esto estaba en línea con la jurisprudencia establecida por la Suprema Corte de Justicia de México, que ha dictaminado que las prohibiciones del matrimonio entre personas del mismo sexo son inconstitucionales. Anteriormente, Baja California había prohibido el matrimonio entre personas del mismo sexo tanto por ley como en su constitución.
El 16 de junio de 2021, el Congreso de Baja California aprobó una legislación que modifica la Constitución estatal para eliminar la prohibición del matrimonio entre personas del mismo sexo agregada en 2011 y el Código Civil para reconocer el derecho de las parejas del mismo sexo a casarse y fundar una familia.

## Historia
El 23 de agosto de 2010, poco después del fallo de la Suprema Corte de México que requería que todos los estados reconocieran los matrimonios entre personas del mismo sexo que se realizaban válidamente en otros estados, los legisladores estatales introdujeron una enmienda al artículo 7 de la Constitución de Baja California, añadiendo la definición de matrimonio como la "unión entre un hombre y una mujer". El 29 de septiembre de 2010, el Congreso de Baja California votó 18-1 a favor de la enmienda. Después de la aprobación de al menos 3 de los 5 municipios del estado, la reforma se publicó el 27 de mayo de 2011.
El 13 de noviembre de 2014, la Suprema Corte dictaminó que la prohibición violaba la Constitución de México.El 14 de enero de 2015, Raúl Ramírez Baena, director de la Comisión Ciudadana de Derechos Humanos del Noroeste (CCDH), presentó una petición ante el gobernador Francisco Vega de Lamadrid y los funcionarios municipales, requiriéndoles que notifiquen cómo proceder con los matrimonios entre personas del mismo sexo en cumplimiento de la sentencia de la Corte Suprema.
El 22 de febrero de 2017, el jefe de la agencia de adopción de Baja California anunció que las parejas del mismo sexo tienen derecho a adoptar en el estado, de acuerdo con la jurisprudencia establecida por la Corte Suprema.

### Acción legislativa
El 12 de febrero de 2015 se presentó un proyecto de ley en el Congreso de Baja California para legalizar el matrimonio entre personas del mismo sexo mediante la enmienda del artículo 7 de la Constitución estatal.Los opositores lograron retrasar la medida durante varios años.
El 16 de julio de 2020, una enmienda constitucional para derogar la prohibición del matrimonio entre personas del mismo sexo fracasó en el Congreso, con 15 legisladores a favor, 3 en contra y 7 abstenciones.Si bien la mayoría de los diputados votaron a favor de eliminar la prohibición, se requirió una mayoría de dos tercios. La propuesta se sometió a otra votación ese mismo mes. Una vez más, no cumplió con el umbral de dos tercios. 16 legisladores votaron a favor, 3 se opusieron y 6 se abstuvieron, sin cumplir con los 17 votos requeridos para modificar la Constitución.
El 16 de junio de 2021, el Congreso aprobó un proyecto de ley de matrimonio entre personas del mismo sexo presentado por la diputada Julia Andrea González.[La legislación se aprobó entre 18 y 4, alcanzando el umbral de dos tercios necesario para enmendar la Constitución. El proyecto de ley fue apoyado por el Movimiento de Regeneración Nacional (MORENA), el Partido del Trabajo (PT), el Partido de la Revolución Democrática (PRD) y el Partido de Baja California (PBC) local, así como por los dos diputados independientes.[La ratificación por parte de la mayoría de los 6 municipios del estado dentro de los próximos 30 días (es decir, para el 17 de julio de 2021) era necesaria para que la enmienda constitucional entrara en vigor.[Si los municipios no actuaban para esa fecha, se contaban como si hubieran consentido en la enmienda (el llamado "asentimiento constructivo", afirmativa ficta). Al final del proceso, los 6 municipios habían ratificado el cambio constitucional; 3 votaron a favor de la enmienda (Mexicali,Tecate,y Tijuana),mientras que los 3 restantes no votaron y fueron validados como asentados (Ensenada, Playa Rosarito y San Quintín). La reforma se publicó en el diario oficial del estado el 8 de agosto de 2021, tras la promulgación por el gobernador Jaime Bonilla Valdez.
La legislación eliminó la prohibición del matrimonio entre personas del mismo sexo añadida a la Constitución de Baja California en 2011, y modificó el artículo 143 del Código Civil para que dijera:
- en español: El matrimonio es la unión libre de dos personas para realizar la comunidad de vida, en donde ambas se procuran respeto, igualdad y ayuda mutua. Debe celebrarse ante el Oficial del Registro Civil y con las formalidades que estipule el presente Código.
- (El matrimonio es la unión libre de dos personas para construir una vida juntos, donde ambos socios busquen respeto, igualdad y ayuda mutua. Debe ser solemnizado por los funcionarios del Registro Civil y con las formalidades estipuladas en este Código.)

| Partido político                     | Miembros | Sí | No | Abstenerse |
| ------------------------------------ | -------- | -- | -- | ---------- |
| Movimiento Nacional de Regeneración  | 14       | 11 | 1  | 2          |
| Partido del trabajo                  | 2        | 2  |    |            |
| Partido Acción Nacional              | 2        |    | 2  |            |
| Partido Verde Ecologista de México   | 2        | 1  | 1  |            |
| Independiente                        | 2        | 2  |    |            |
| Partido Revolucionario Institucional | 1        |    |    | 1          |
| Partido de la Revolución Democrática | 1        | 1  |    |            |
| Partido de Baja California           | 1        | 1  |    |            |
| Total                                | 25       | 18 | 4  | 3          |

### Mandamientos judiciales
El 18 de marzo de 2013, una pareja masculina del mismo sexo solicitó casarse en Ensenada. Su solicitud fue denegada el 21 de marzo, y presentaron una orden judicial (amparo) el 12 de abril de 2014 .El 31 de octubre de 2014, el Tribunal del Séptimo Distrito ordenó a los funcionarios de la ciudad que realizaran el matrimonio.Los funcionarios de Ensenada anunciaron que acatarían la decisión judicial y realizarían el matrimonio de la pareja.
El 17 de junio de 2013, a la pareja Víctor Fernando Urías Amparo y Víctor Manuel Aguirre Espinoza se les negó el derecho a casarse en Mexicali y se les solicitó una orden judicial.La orden judicial fue aprobada en octubre de 2013,pero fue apelada por el secretario ante la Corte Suprema. El 25 de junio de 2014, se confirmó la orden judicial inicial y la Corte Suprema consideró inconstitucional la prohibición del matrimonio entre personas del mismo sexo del estado.[El 31 de octubre de 2014, la secretaria civil de Mexicali, Adriana Guadalupe Ramírez, notificó a la pareja que la decisión no sería apelada, que la negativa fue retirada y que el matrimonio podría continuar.[Aunque Ramírez programó la ceremonia para el 21 de noviembre de 2014, cuando la pareja apareció en el salón de bodas para casarse, el juez se negó a realizar la ceremonia y los celebrantes fueron evacuados después de recibir una amenaza de bomba.[El Registro Civil afirmó que se habían rectificado las discrepancias en los documentos y anunció una reprogramación de la boda para el 10 de enero de 2015.[El 10 de enero, la pareja volvió a la inscripción para su ceremonia de matrimonio, que fue rechazada por cuarta vez, bajo la alegación ciudadana de que la pareja sufría de "locura". El ciudadano que hizo la acusación fue un funcionario que realiza el asesoramiento prematrimonial requerido por la ciudad y que se había negado a dar a la pareja el certificado de que habían completado el asesoramiento.[En respuesta a la controversia en curso en Mexicali, los funcionarios de Tijuana anunciaron que estaban dispuestos a cumplir con cualquier orden judicial y casarse con parejas del mismo sexo si un tribunal lo ordenaba.[Los abogados de la pareja presentaron procedimientos por desacato al tribunal contra el alcalde y el secretario por incumplimiento de las instrucciones de la Corte Suprema.[Durante una marcha de protesta programada por activistas LGBT, los funcionarios de Mexicali anunciaron que estaban desestimando la acusación de "locura" y estaban listos para realizar el matrimonio. El 17 de enero de 2015, la pareja se convirtió en la primera pareja del mismo sexo en casarse en Baja California.
El 6 de agosto de 2013, una pareja de lesbianas, Reyna Isabel Soberanes Cuadras y Jacqueline Ramos Meza, fueron denegadas una licencia de matrimonio por parte del registrador civil en Mexicali y solicitaron una orden judicial. Recibieron una notificación de la aprobación de la orden judicial el 30 de diciembre de 2013.
El 22 de enero de 2015, la pareja Meritxell Calderón Vargas y Nancy Bonilla Luna solicitaron casarse en Tijuana, pero fueron rechazadas citando las mismas razones dadas a las otras parejas. La pareja prometió luchar contra la negación en el tribunal.Su orden judicial fue concedida, y la pareja anunció en diciembre de 2019 que su ceremonia de matrimonio tendría lugar en marzo de 2020.
En septiembre de 2014 se presentaron tres mandamientos judiciales adicionales.Una de las tres parejas se casó el 14 de mayo de 2016 después de haber recibido la aprobación de un tribunal.En junio de 2015 se anunció que diez personas habían solicitado una orden colectiva en Tijuana,que fue concedida por un tribunal el 18 de marzo de 2016.[El 22 de diciembre de 2016, un juez concedió una orden judicial a otra pareja del mismo sexo.

### Decreto gubernamental
El 3 de noviembre de 2017, el Gobierno de Baja California anunció que dejaría de hacer cumplir su prohibición del matrimonio entre personas del mismo sexo. Instruyó al Registro Civil del estado que comenzara inmediatamente a emitir licencias de matrimonio a parejas del mismo sexo sin requerir que las parejas obtuvieran una orden judicial.
A finales de diciembre de 2017, la Comisión Estatal de Derechos Humanos anunció que los funcionarios estatales no pueden negarse a emitir licencias de matrimonio a parejas del mismo sexo.Aunque los funcionarios de Mexicali continuaron negándose a emitir certificados de matrimonio a parejas del mismo sexo,habían ceder a finales de diciembre de 2019. A principios de 2020, el Registro Civil dio instrucciones a todos los registradores civiles del estado para que procesaran las solicitudes de matrimonio de parejas del mismo sexo de manera idéntica a las parejas del sexo opuesto.

## Estadísticas de matrimonio
Desde 2015 hasta mediados de 2018, alrededor de 34 parejas del mismo sexo se casaron en Baja California; 18 en Tijuana, 12 en Mexicali, 3 en Ensenada y 1 en Tecate. La Comisión Estatal de Derechos Humanos señaló que, si bien el matrimonio entre personas del mismo sexo ha sido legal en el estado desde noviembre de 2017, a varias parejas del mismo sexo se les negaron licencias de matrimonio después de la legalización. En julio de 2018, la Comisión registró 72 casos, la mayoría en Tijuana. Muchas parejas fueron rechazadas sobre la base de las leyes matrimoniales del estado, que aún conservaban la prohibición de los matrimonios entre personas del mismo sexo.La Comisión instó al Congreso a enmendar explícitamente sus leyes matrimoniales para cerrar la laguna (como finalmente lo hizo en junio de 2021), y recordó a los funcionarios estatales que es ilegal negarse a emitir licencias de matrimonio a parejas del mismo sexo calificadas.
A finales de 2018, 186 parejas del mismo sexo se habían casado en el estado, la mayoría en Tijuana. A finales de junio de 2021, se habían celebrado aproximadamente 350 matrimonios entre personas del mismo sexo en Baja California.

## Opinión pública
Una encuesta de opinión de 2017 realizada por el Gabinete de Comunicación Estratégica encontró que el 53 % de los residentes de Baja California apoyaban el matrimonio entre personas del mismo sexo, mientras que el 43 % se oponía.
Según una encuesta de 2018 del Instituto Nacional de Estadística y Geografía, el 31 % del público de Baja California se opuso al matrimonio entre personas del mismo sexo. Este fue el segundo más bajo de todo México, detrás de la Ciudad de México con un 29%.